# Hermann Reuter (Jurist)
Hermann Reuter (* 6. Juli 1870 in Heinade; † 2. April 1934 in Berlin) war ein deutscher Militärjurist und Ministerialbeamter in der Marineverwaltung. 

## Leben
Reuter studierte Rechtswissenschaft an der Albert-Ludwigs-Universität Freiburg und wurde 1892 Mitglied des Corps Rhenania Freiburg. Als außerplanmäßiger Marineintendanturassessor trat er am 15. Dezember 1899 in die Intendanturlaufbahn der Kaiserlichen Marine. Für gut 2 Jahre kam er zur Marinestation der Nordsee. Im Frühjahr 1902 zum Marineintendanturrat ernannt, diente er ab März 1902 im Dezernat für Angelegenheiten des Gouvernements Kiautschou des Verwaltungsdepartements im Reichsmarineamt. Im Februar 1904 reiste er nach Tsingtau und trat sein Amt als Gouvernementsintendant von Kiautschou an. Als er im November 1908 heimkehrte, kam er als  charakterisierter Admiralitätsrat wieder in das Reichsmarineamt, in das Dezernat der Zentralverwaltung für das Schutzgebiet Kiautschou (A III). Im April 1911 zum Wirkl. Admiralitätsrat und vortragenden Rat ernannt, wurde er im März 1914 Dezernent im Etat-/Verwaltungsdepartement. Nach Ausbruch des Ersten Weltkrieges kam er am 23. August 1914 für drei Monate als Divisionsintendant zur Mobilen Marine-Division, danach für zwei Jahre als Feldintendant zum Marinekorps Flandern. Am 28. Mai 1915 wurde er zum Geh. Admiralitätsrat mit dem Rang eines Rates II. Klasse ernannt.
Im Oktober 1916 kehrte er ins Reichsmarineamt zurück. Nach einem halben Jahr zur Verfügung des Direktors vom Verwaltungsdepartement, wurde er im März 1917 Chef der Abteilung für Verwaltungsangelegenheiten (CV) im Verwaltungsdepartement. Nach Kriegsende, am 11. Dezember 1918, wurde er mit der Vertretung des Direktors beauftragt. Am 1. November 1919 wurde er zum Wirkl. Geh. Admiralitätsrat mit dem Titel  Exzellenz ernannt und als Direktor des Verwaltungsamtes (C) in die Admiralität berufen.
Am 1. April 1920 zum Ministerialdirektor umbezeichnet, blieb er auch in der Reichsmarine Direktor des Verwaltungsamtes. Er starb mit 64 Jahren im Amt.

## Quelle
- Hans H. Hildebrandt, Ernest Henriot: Deutschlands Admirale 1849–1945, Bd. 4: Marinebeamte im Admiralsrang. Osnabrück 1996, S. 136–137